# Cantone di Figeac-1
Il Cantone di Figeac-1 è una divisione amministrativa dell'Arrondissement di Figeac.
È stato costituito a seguito della riforma approvata con decreto del 13 febbraio 2014, che ha avuto attuazione dopo le elezioni dipartimentali del 2015.

## Composizione
Comprende parte della città di Figeac e gli 11 comuni di:
- Béduer
- Boussac
- Cambes
- Camboulit
- Camburat
- Corn
- Faycelles
- Fons
- Fourmagnac
- Lissac-et-Mouret
- Planioles